# 船钓

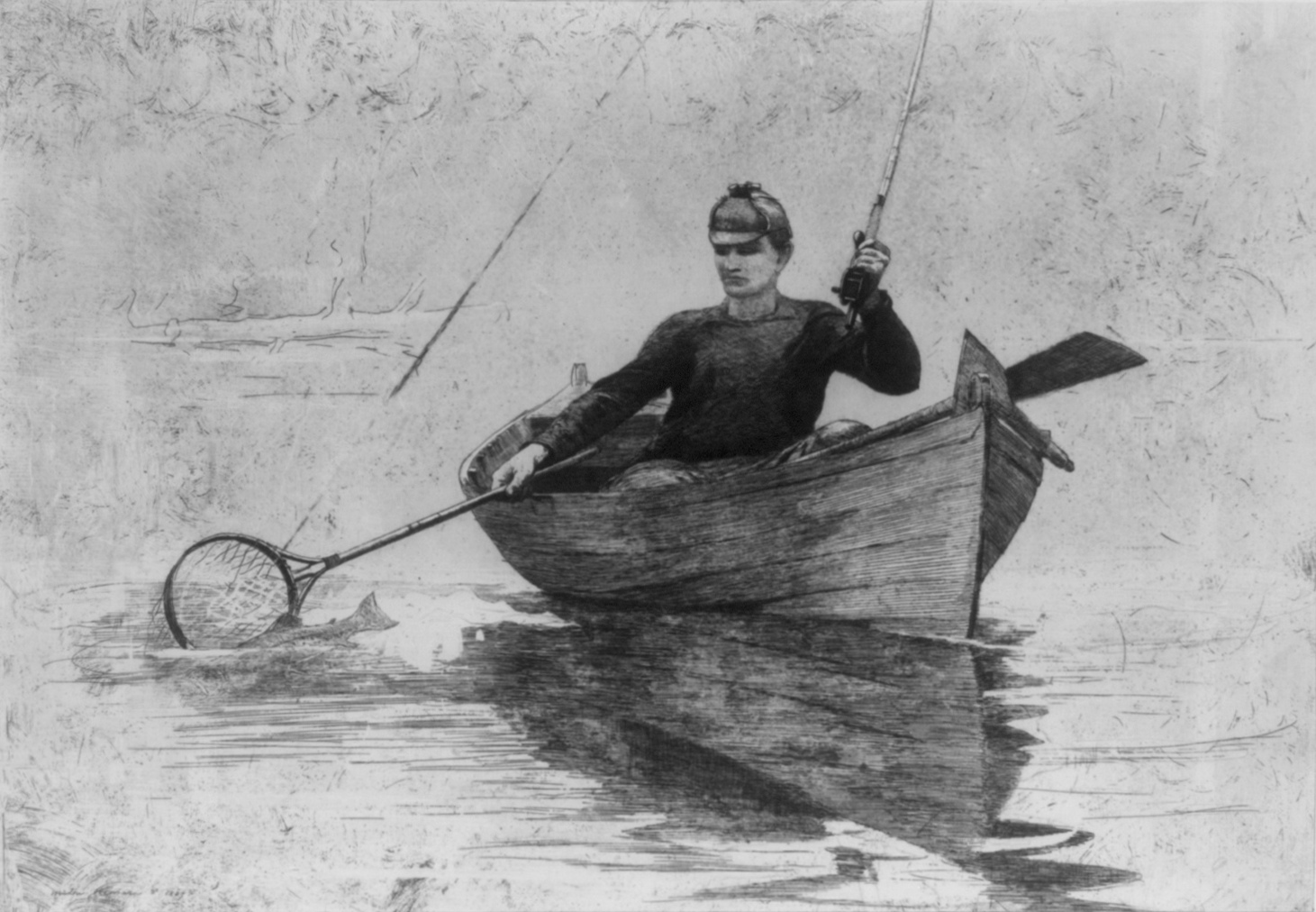
在小艇上飞蝇钓

船钓（boat fishing）指以浮在水面的船舶为平台进行捕鱼，如果使用较小的艇（通常为人力或风力）则称为舟钓。船钓通常专指以休闲捕鱼为目的而在船上进行的钓鱼活动，但广义上也包括射鱼、刺鱼（但不包括潜水刺鱼）和任何非盈利性的小规模网鱼。与更常见的、以陆地为平台的岸钓相比，船钓可以接触的水域更广更深，也因此可以捕到更加多样化、体型更大的鱼类，但作钓的成本和门槛也更高。

## 形式

### 临岸船钓
临岸船钓（inshore boat fishing）是指在距离岸边肉眼轻易可见的范围内进行船钓，分褐水船钓（内陆淡水和河口湾）和绿水船钓（海湾和近海）两种，常见水体为河流、湿地、小型湖泊和水库、河口以及封闭海湾的边缘等水浪较为平和的水域，深度通常不会超过30（98英尺）。所使用的船舶一般是吃水不深的小艇（比如皮艇、划艇、小帆船、快艇、橡皮艇、风扇艇和小型渡轮），许多都可以用拖车直接拉到岸上运输或存放。
临岸船钓所用的鱼竿根据水域情况可长可短，人力小艇通常使用较短较轻便的鱼竿，长度通常在4.5—6.5英尺（1.4—2.0），所使用的鱼线强度一般不超过20磅（9.1），卷线器通常是水滴轮或纺车轮；深水开放水域的动力船所用的鱼竿则通常较长较重，一般迎浪一面使用9—10英尺（2.7—3.0）的长竿，避浪一面使用6—8英尺（1.8—2.4）的普通竿，所使用的鱼线强度通常在18—50磅（8.2—22.7）之间，卷线器为增倍轮（通常是鼓轮），但近年来纺车轮也来越流行。临岸船钓使用的鱼饵与岸钓、矶钓和海钓都相似，只不过通常尺寸和份量都更大一些，所捕捉的鱼类包括所有滩钓针对的浅水鱼种，但同时也包括康吉鳗和小型鲨鱼等浅海鱼种。

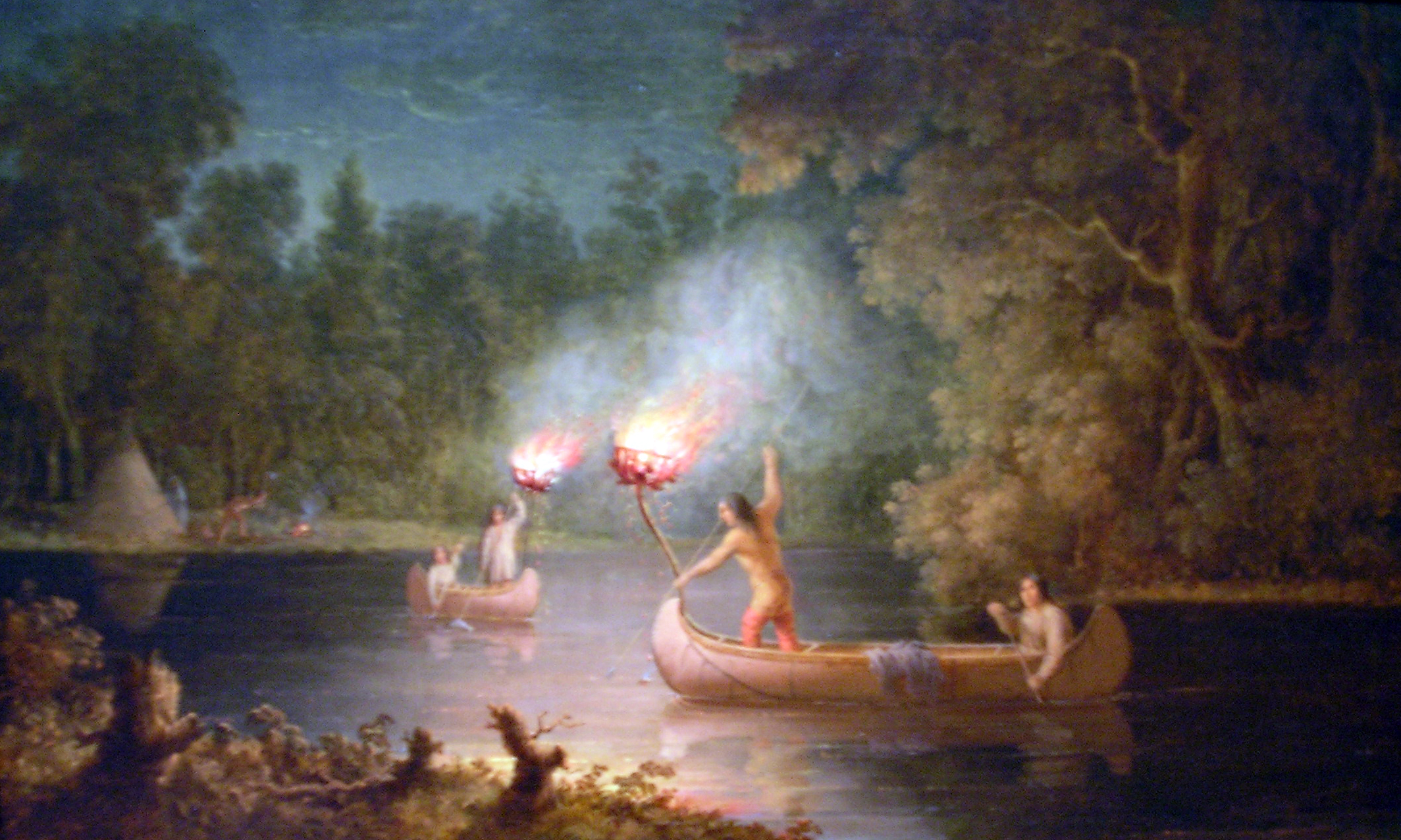
密歇根湖流域的梅诺米尼人乘坐划艇在狐狸河（Fox River）上用鱼矛和火把夜捕鲑鱼
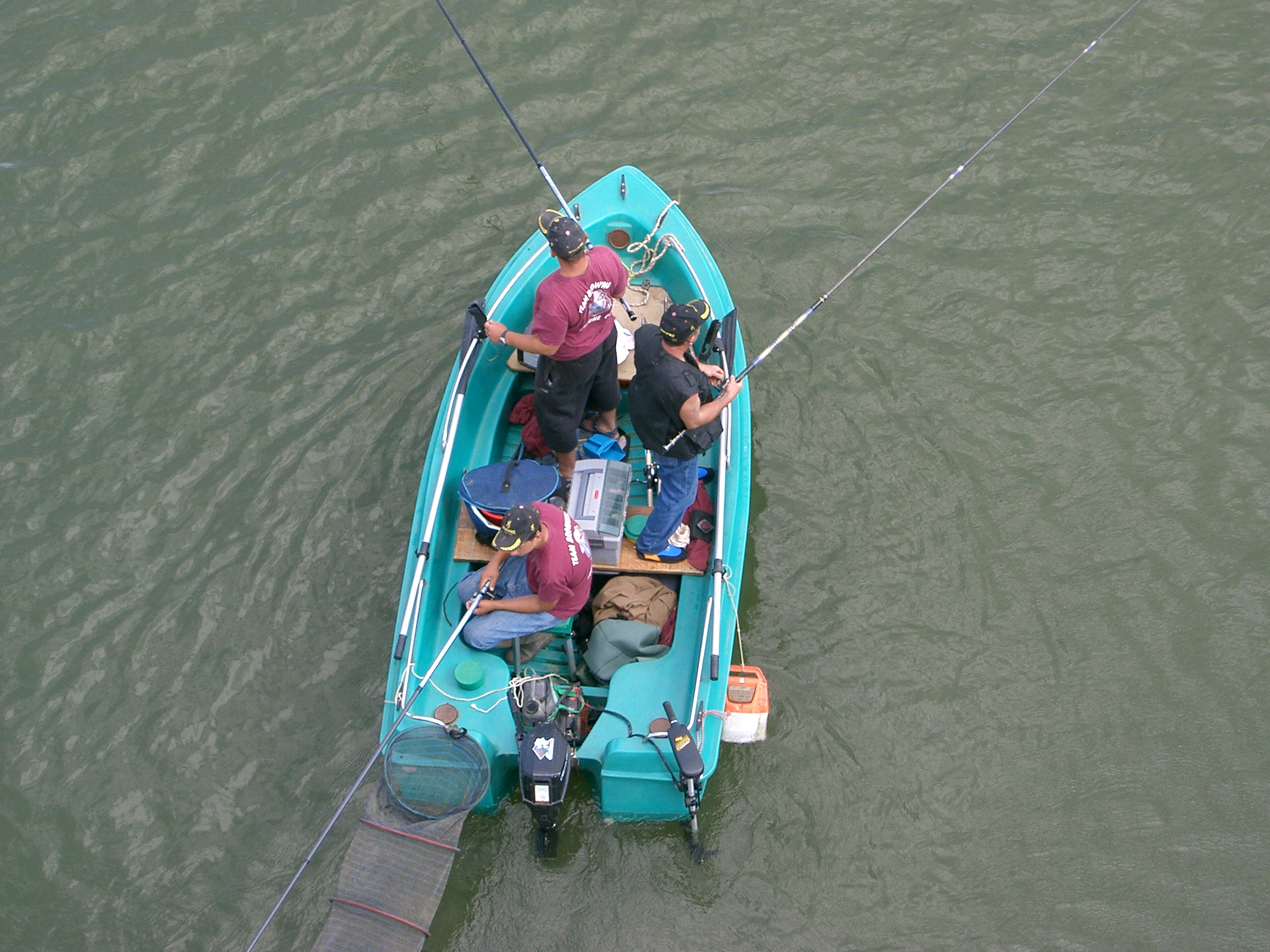
法国杜河上的钓鱼艇
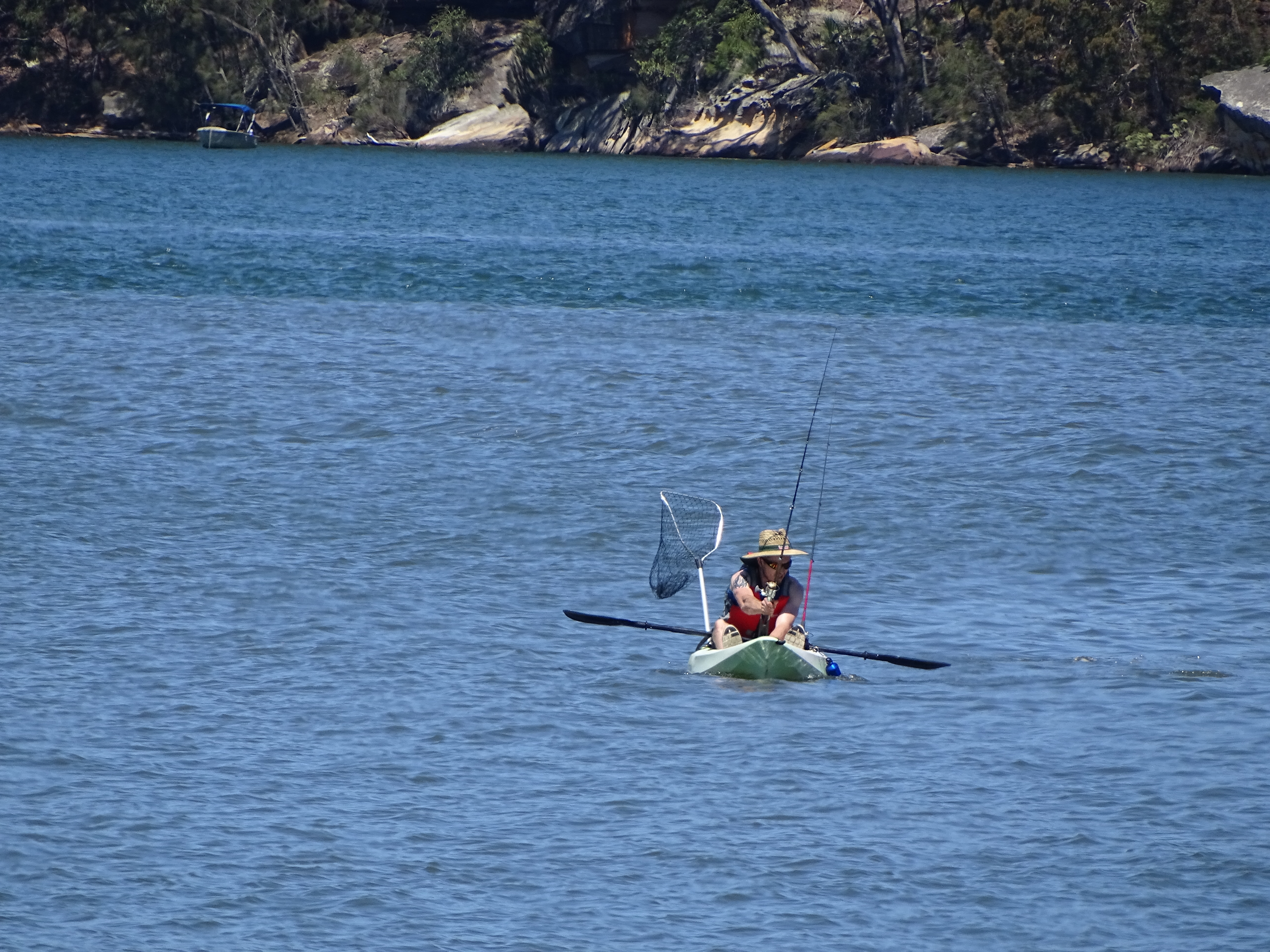
西方国家十分流行的皮艇钓鱼
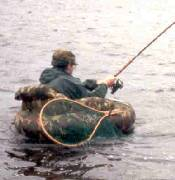
坐在浮圈上捕狗鱼的钓鱼者

### 离岸船钓
离岸船钓（offshore boat fishing）指在较深（超过30米）的开放水域进行的船钓，广义上包括淡水（大型湖泊和江河）和海水，但狭义上通常专指远洋带的蓝水船钓，主要捕捉体型较大的珊瑚鱼、远洋鱼和深海鱼类。与浅滩、河流和小湖进行的船钓相比，离岸船钓所面对风浪较大，离陆基救生力量也较远，因此危险性也更大，对参与者判断天气和驾船航行的技能要求很高，不适合初学者。离岸船钓使用的船舶通常比临岸船舶更庞大、动力更强劲，一般只能永久性的泊停在水中（使用专门的小港口），构造也更加坚固，设施和器材更为舒适豪华，制造成本也非常昂贵。绝大多数离岸船钓使用的游艇都是使用者租借的，除了上层社会的富豪和权贵以外很少有人能全资拥有自己的离岸游艇。
离岸船钓所针对的游钓鱼（比如旗鱼、金枪鱼和石斑鱼）通常体大力强，因此需要重型渔具。使用的海杆一般更加短粗刚硬，鱼线强度至少在30—50磅（14—23）的级别，卷线器也很少使用抛投式设计。使用的鱼饵与临岸船钓相似，但会还包括鱿鱼和鲭鱼，而且时常会预先向水中撒入用新鲜的碎鱼肉混合血液和下水制成的散饵（英文称为“chumming”）来吸引目标鱼。

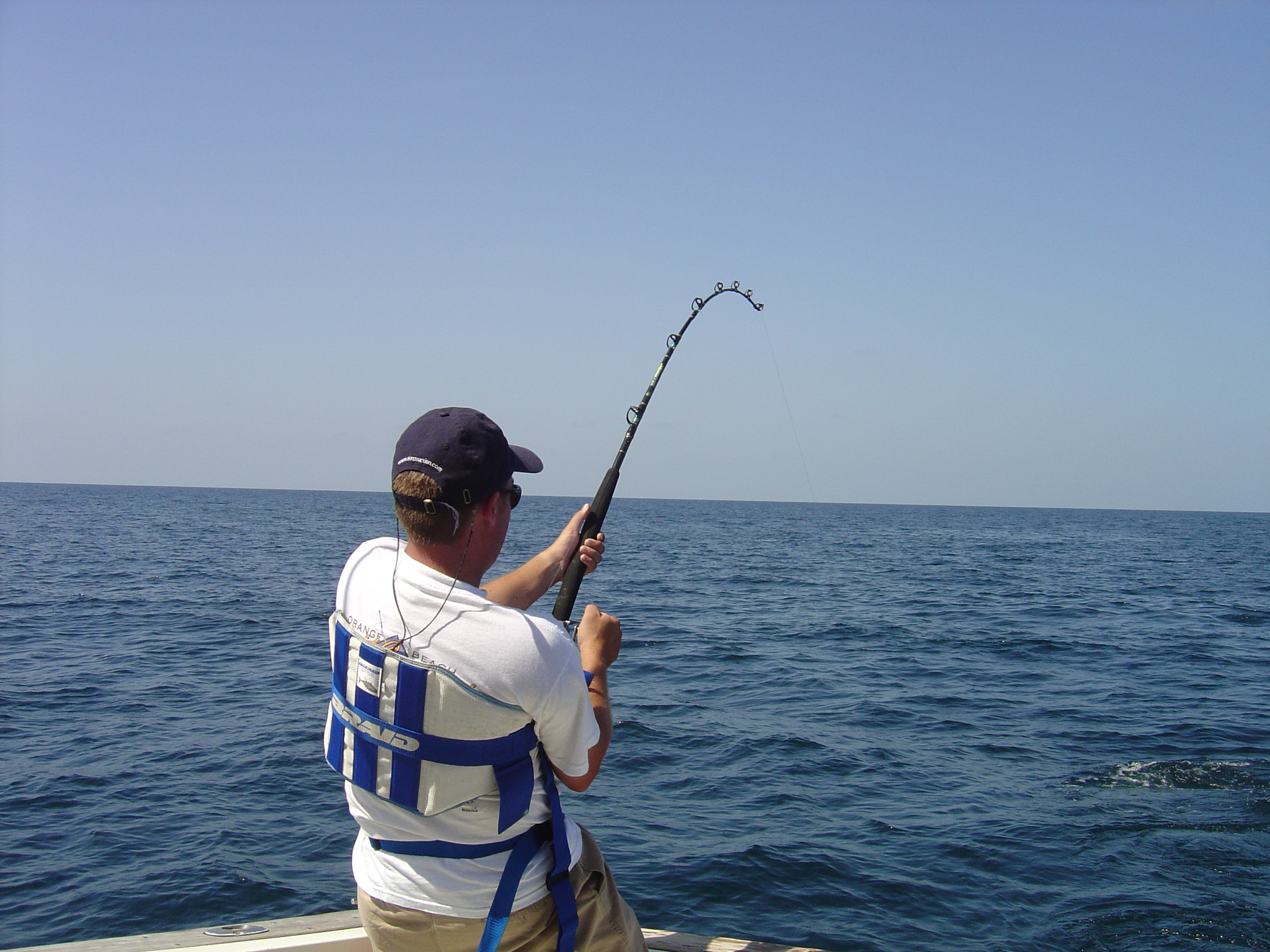
在墨西哥湾船钓深海鱼
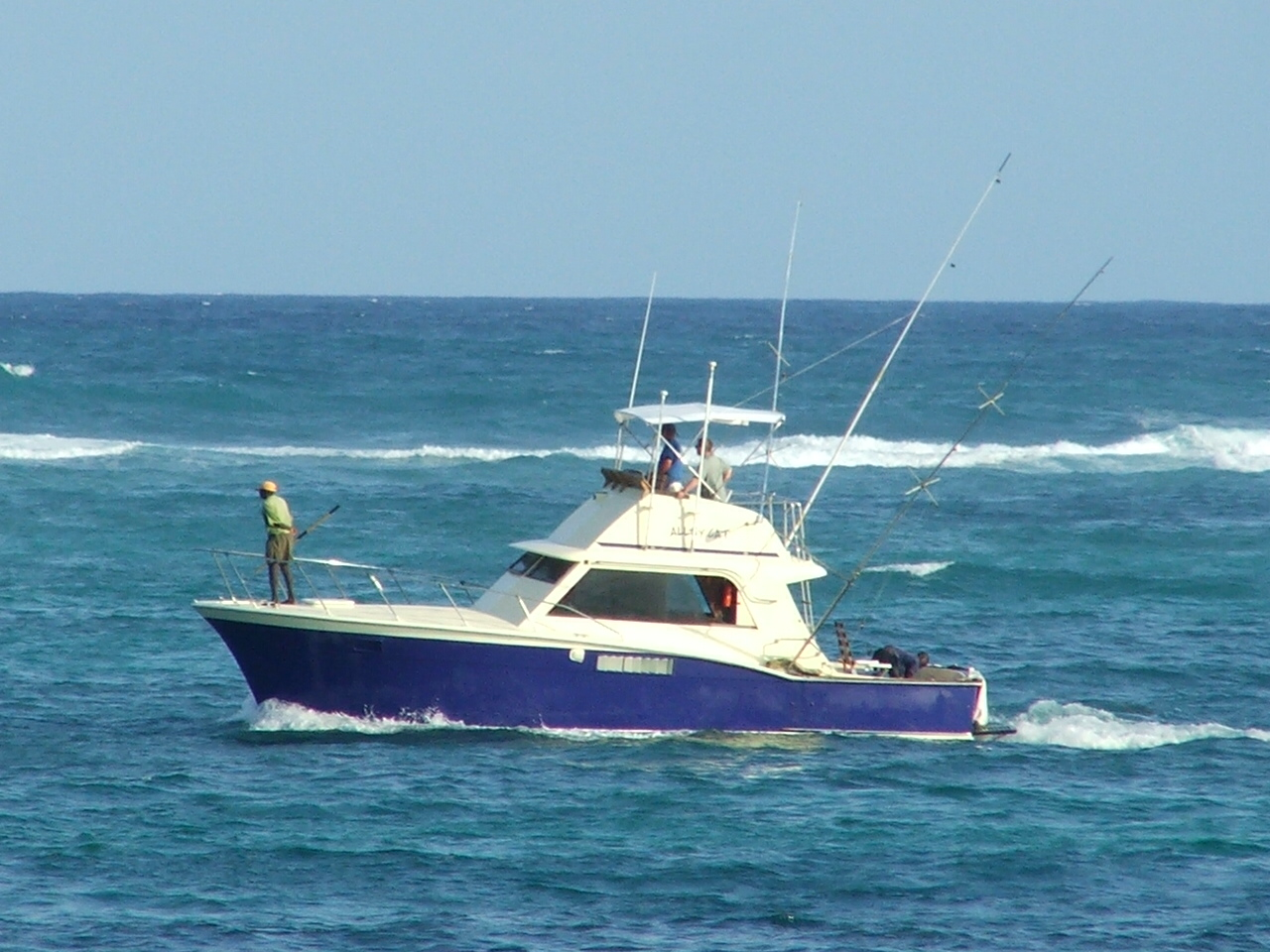
用来钓鱼的小型快艇
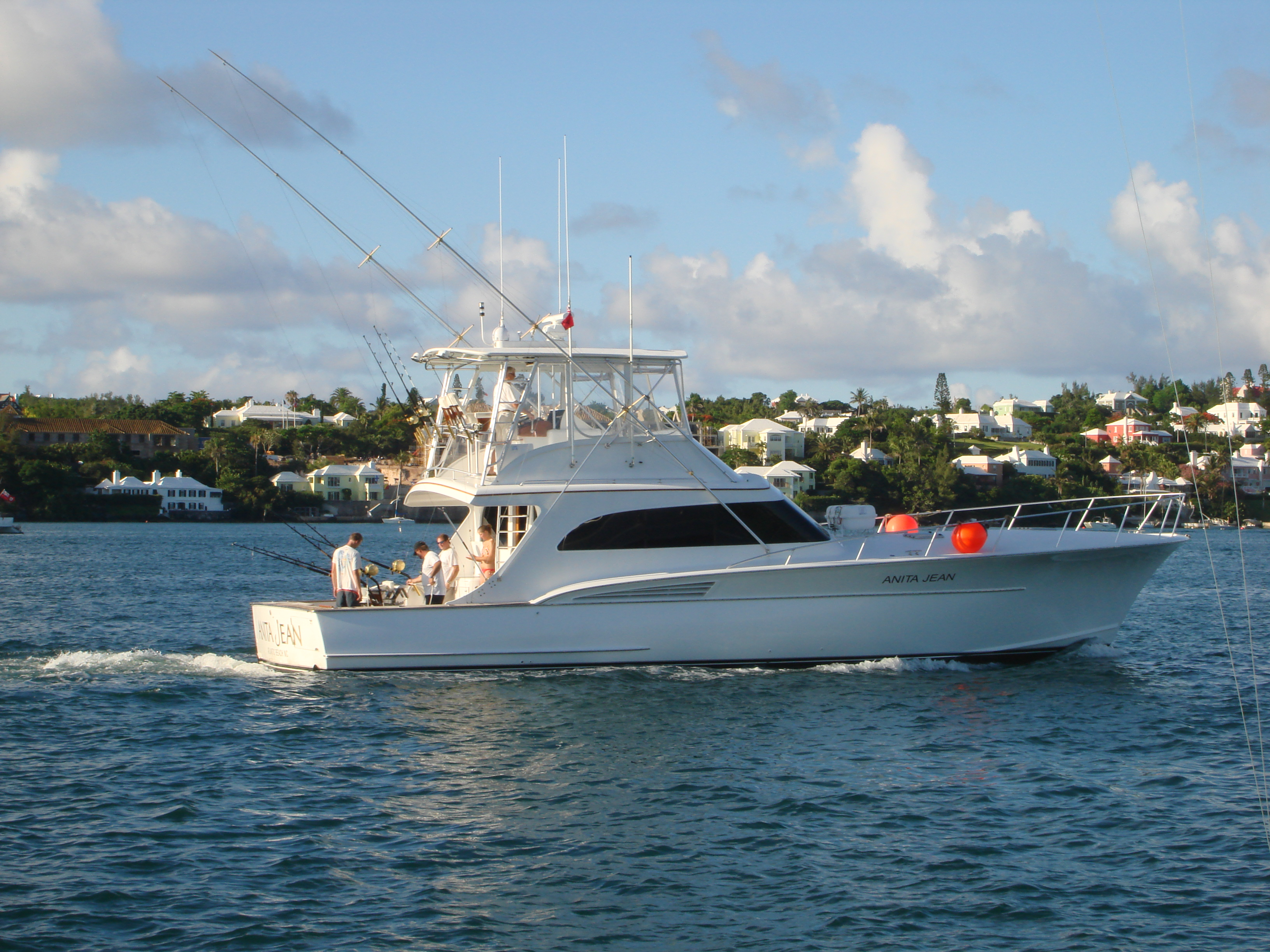
在百慕大钓鱼的游艇
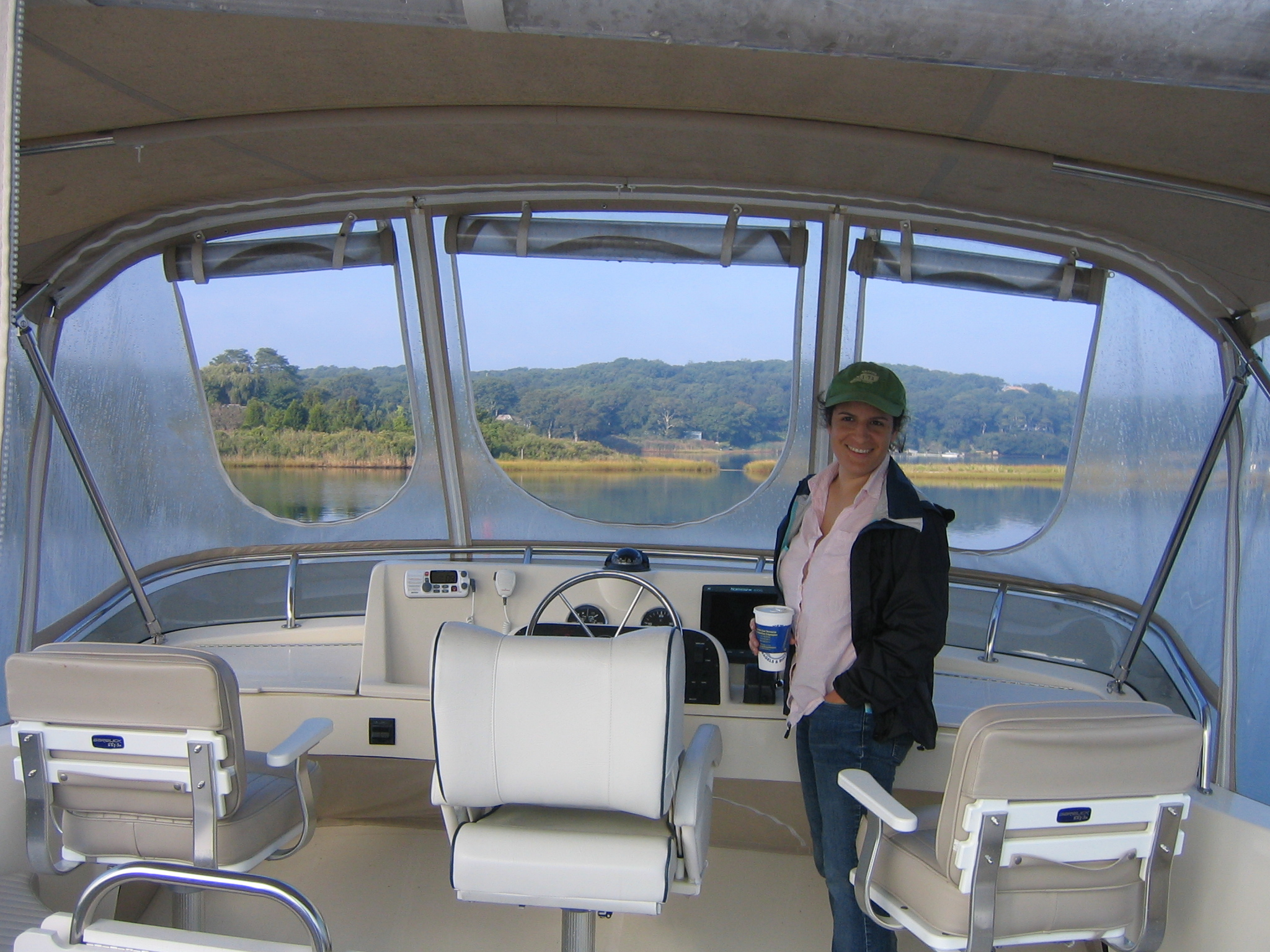
长岛湾一艘钓鱼艇的舰桥